# 미야하나 모모
미야하나 모모(일본어: 宮花 もも, 1996년 10월 15일~)는 일본의 그라비아 아이돌이다.